# Iahidne, Cernihiv
Iahidne (în ucraineană Ягідне) este un sat în comuna Ivanivka din raionul Cernihiv, regiunea Cernihiv, Ucraina.

## Demografie
Componența lingvistică a localității Iahidne
     Ucraineană (94,24%)
     Rusă (5,51%)
     Alte limbi (0,25%)
Conform recensământului din 2001, majoritatea populației localității Iahidne era vorbitoare de ucraineană (94,24%), existând în minoritate și vorbitori de rusă (5,51%).